# Alta taxa de quadros
Alta taxa de quadros normalmente abreviado para HFR, é um formato de filme com velocidade mais rápida que a padrão, de 24 quadros por segundos (fps).

## História
No inicio da história do cinema, não havia nenhum padrão de números de quadros por segundo estabelecidos. Isto tem a ver com o uso de câmeras manuais, ou seja, com manivelas, ao invés de motores automáticos, do qual gerava taxas de quadros variável, gerado pela impossibilidade de manter manualmente uma velocidade perfeitamente uniformizada no movimento da manivela da câmera. Após a introdução de um som tecnologicamente acoplada a imagem, em oposição a um filme mudo, 24fps tornou-se a velocidade padrão de captação e projeção de filmes.
Alguns formatos de filme têm experimentado taxas de quadro mais elevadas do que o padrão de 24 fps. As características de Cinerama originais da década de 1950 correram a 26 fps. Primeiras câmeras da empresa Todd-AO, foram usadas para gravações do filme Oklahoma! (1955) e Around the World in 80 Days (1956), que foram filmados e projetadas em 30 fps — "tecnologia revolucionadora" na época.

## O Hobbit
A trilogia O Hobbit, toda dirigida por Peter Jackson, que começa com o filme An Unexpected Journey lançado em dezembro de 2012, tem usado uma velocidade de gravação e projeção de 48 quadros por segundo, tornando-se o primeiro filme com grande lançamento com esse tipo de resolução e número de quadro, mais alta que o padrão do mercado. A maioria do lançamento do filme, no entanto, foi convertida e projetado em 24 fps.
Outros cineastas que pretendem usar o formato de alta taxa de quadro incluem James Cameron em sequências de Avatar e Andy Serkis em sua adaptação de Animal Farm, originalmente feito por George Orwell.